# Гемпелер, Симон
Симон Гемпелер (нем. Simon Gempeler; 9 мая 1986, Фрутиген, Берн) — швейцарский кёрлингист, ведущий команды Швейцарии на Олимпийских играх 2014 года.

## Достижения
- Чемпионат Европы по кёрлингу: золото в 2013 году в Ставангере (Норвегия).[3]